# Kappeln
Kappeln (tiếng Đan Mạch: Kappel) là một đô thị thuộc huyện Schleswig-Flensburg, bang Schleswig-Holstein, Đức.